# Arroyo Juan Pérez
El arroyo Juan Pérez es un curso de agua uruguayo que atraviesa el departamento de  Salto perteneciente a la cuenca hidrográfica del Río de la Plata.
Nace en la Cuchilla de Haedo y desemboca en el río Arapey.